# Any Adam
Any Adam (* 2. Oktober 2000) ist eine deutsche Fußballspielerin auf der Mittelfeldposition, die für den FC Carl Zeiss Jena spielt.

## Karriere
Adam spielte bis 2015 in den Jugendmannschaften des TSV Neukenroth, ehe sie zum FF USV Jena wechselte. Für die B-Juniorinnen-Mannschaft der Thüringer spielte die Mittelfeldspielerin bis 2017 in der B-Juniorinnen-Bundesliga, wo sie zu insgesamt 35 Einsätzen kam, bei denen sie drei Tore erzielte. Zudem bestritt sie für die U16- und U18-Landesauswahl Thüringens 15 Spiele und erzielte bei diesen ein Tor. Zur Saison 2017/18 rückte Adam in die zweite Mannschaft der Jenaer auf, für die sie in der 2. Frauen-Bundesliga (2017/18) sowie in der Regionalliga Nordost (2018/19 und 2019/20) aktiv war.
Als Ergänzungsspielerin stieß sie zu Beginn der Saison 2019/20 zum Kader der ersten Mannschaft der Jenaerinnen, welche soeben den Wiederaufstieg in die Bundesliga erzielt hatte. Ihr erstes Bundesligaspiel bestritt sie am 4. Spieltag der Saison 2019/20 beim 1:1-Unentschieden gegen den 1. FC Köln. Im Laufe der Saison kamen vier weitere Ligaspiele hinzu, am Saisonende stieg der FF USV Jena erneut ab. Nachdem zum Saisonende 2019/20 das Bundesligaspielrecht und alle Mannschaften an den FC Carl Zeiss Jena abgegeben wurden, spielte Adam auch in der Saison 2020/21 für Jena. In der, aufgrund der COVID-19-Pandemie in zwei Staffeln geteilten, 2. Frauen-Bundesliga setzte sich der FC Carl Zeiss als Staffelsieger Nord durch und erreichte erneut den direkten Wiederaufstieg in die Bundesliga.